# Royal Rumble 2014
Royal Rumble 2014 è stata la ventisettesima edizione dell'omonimo evento in pay-per-view prodotto annualmente dalla WWE. L'evento si è svolto il 26 gennaio 2014 al Consol Energy Center di Pittsburgh (Pennsylvania).

## Storyline
Anche per quest'anno, la Royal Rumble ha come incontro della card il classico 30-man Royal Rumble match che sancirà lo sfidante a WrestleMania XXX del WWE World Heavyweight Champion. Nella puntata di Raw Old School del 6 gennaio è stata ufficializzata la presenza di Batista nel Royal Rumble match. La sera stessa Alberto Del Rio, in un promo, ha annunciato che riuscirà ad eliminare Batista nel Royal Rumble match, ufficializzando dunque la sua presenza; mentre il direttore operativo Kane ha sancito che CM Punk sarà il primo entrante durante l'omonimo match. Nelle settimane successive altri wrestlers hanno ufficializzato il loro ingresso, arrivando fino a 20 entrate ufficiali.
Il 15 dicembre 2013, a TLC, il WWE Champion Randy Orton ha sconfitto il World Heavyweight Champion John Cena in un Tables, Ladders and Chairs match per unificare i titoli e diventare il primo WWE World Heavyweight Champion. Nella puntata di Raw del 30 dicembre, Cena ha ricevuto una rivincita per il titolo contro Orton alla Royal Rumble. Nella puntata di Raw del 13 gennaio 2014, Orton ha subìto una sconfitta contro Kofi Kingston ed ha poi sfogato le sue frustrazioni sul padre di Cena.
Nella puntata di Raw del 6 gennaio, Brock Lesnar si è difeso da un attacco di Mark Henry e lo ha infortunato; in sua difesa è arrivato Big Show che lo ha allontanato. Nella puntata di SmackDown del 10 gennaio, Big Show ha lanciato una sfida a Lesnar in un match, che Paul Heyman ha accettato in nome di Lesnar e che l'incontro si sarebbe svolto alla Royal Rumble.
Il 15 dicembre 2013, a TLC, Daniel Bryan è stato sconfitto dalla Wyatt Family (Bray Wyatt, Luke Harper e Erick Rowan) in un 3-on-1 Handicap match. Nella puntata di Raw del 30 dicembre, dopo i numerosi attacchi subìti a causa della Family, Bryan ha deciso di unirsi alla stable di Bray Wyatt. Tuttavia, nella puntata di Raw del 13 gennaio 2014, Bryan si è ribellato a Wyatt, che gli voleva infliggere una Sister Abigail per aver perso un match, attaccandolo ed uscendo dopo solo due settimane dalla Wyatt Family. La settimana successiva, a Raw, è stato ufficializzato un match tra Bryan e Wyatt per la Royal Rumble.
Nella puntata di SmackDown del 17 gennaio i New Age Outlaws (Billy Gunn e Road Dogg) hanno sconfitto i WWE Tag Team Champions, Cody Rhodes e Goldust, in un match non titolato. Nella puntata di Raw del 20 gennaio è stato annunciato che i fratelli Rhodes avrebbero difeso il WWE Tag Team Championship contro i New Age Outlaws nel Pre-show della Royal Rumble.

## Risultati
| #       | Incontri                                                    | Stipulazioni                                                 | Durata |
| ------- | ----------------------------------------------------------- | ------------------------------------------------------------ | ------ |
| Kickoff | I New Age Outlaws hanno sconfitto Cody Rhodes e Goldust (c) | Tag team match per il WWE Tag Team Championship              | 6:58   |
| 1       | Bray Wyatt ha sconfitto Daniel Bryan                        | Single match                                                 | 21:30  |
| 2       | Brock Lesnar (con Paul Heyman) ha sconfitto Big Show        | Single match                                                 | 2:02   |
| 3       | Randy Orton (c) ha sconfitto John Cena                      | Single match per il nuovo WWE World Heavyweight Championship | 20:54  |
| 4       | Batista ha vinto eliminando per ultimo Roman Reigns         | Royal rumble match                                           | 55:07  |

## Royal rumble match

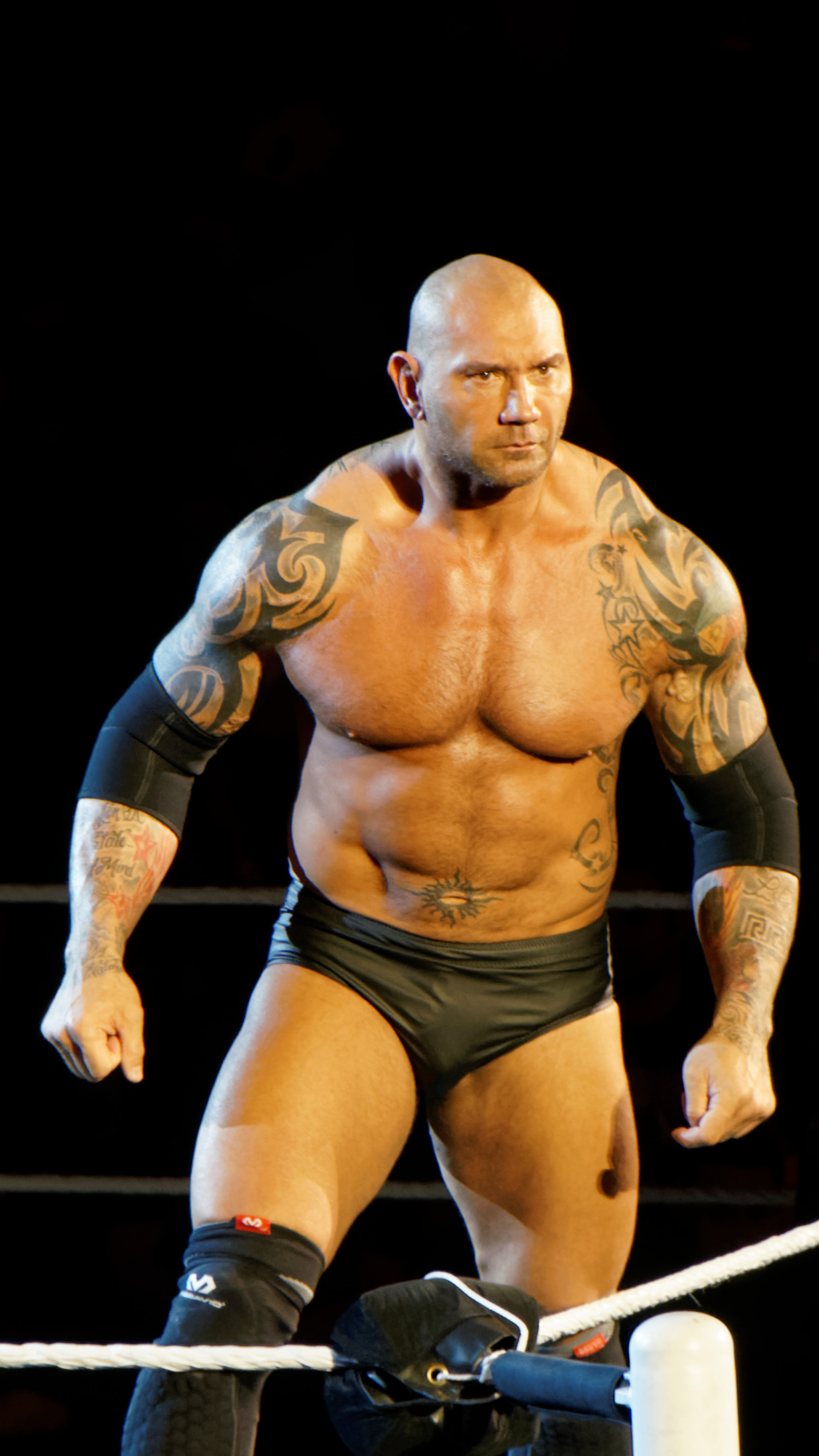
Batista, vincitore del Royal rumble match

– Wrestler di NXT
     – Vincitore
| #   | Superstar       | Ordine | Eliminato da                                       | Tempo | N° eliminazioni |
| --- | --------------- | ------ | -------------------------------------------------- | ----- | --------------- |
| 1°  | CM Punk         | 27°    | Kane                                               | 49:11 | 3               |
| 2°  | Seth Rollins    | 25°    | Roman Reigns                                       | 48:31 | 3               |
| 3°  | Damien Sandow   | 1°     | CM Punk                                            | 2:08  | 0               |
| 4°  | Cody Rhodes     | 11°    | Goldust                                            | 20:50 | 1               |
| 5°  | Kane            | 2°     | CM Punk                                            | 1:10  | 1               |
| 6°  | Alexander Rusev | 3°     | CM Punk, Cody Rhodes, Kofi Kingston e Seth Rollins | 6:42  | 0               |
| 7°  | Jack Swagger    | 6°     | Kevin Nash                                         | 12:07 | 0               |
| 8°  | Kofi Kingston   | 7°     | Roman Reigns                                       | 12:32 | 1               |
| 9°  | Jimmy Uso       | 5°     | Dean Ambrose                                       | 7:46  | 0               |
| 10° | Goldust         | 12°    | Roman Reigns                                       | 11:50 | 1               |
| 11° | Dean Ambrose    | 26°    | Roman Reigns                                       | 33:46 | 3               |
| 12° | Dolph Ziggler   | 8°     | Roman Reigns                                       | 5:59  | 0               |
| 13° | R-Truth         | 4°     | Dean Ambrose                                       | 0:28  | 0               |
| 14° | Kevin Nash      | 9°     | Roman Reigns                                       | 2:29  | 1               |
| 15° | Roman Reigns    | 29°    | Batista                                            | 33:41 | 12              |
| 16° | The Great Khali | 10°    | Dean Ambrose, Roman Reigns e Seth Rollins          | 0:24  | 0               |
| 17° | Sheamus         | 28°    | Roman Reigns                                       | 28:11 | 1               |
| 18° | The Miz         | 16°    | Luke Harper                                        | 12:01 | 0               |
| 19° | Fandango        | 13°    | El Torito                                          | 2:45  | 0               |
| 20° | El Torito       | 14°    | Roman Reigns                                       | 1:26  | 1               |
| 21° | Antonio Cesaro  | 24°    | Roman Reigns                                       | 16:57 | 0               |
| 22° | Luke Harper     | 23°    | Roman Reigns                                       | 15:02 | 2               |
| 23° | Jey Uso         | 17°    | Luke Harper                                        | 4:21  | 0               |
| 24° | JBL             | 15°    | Roman Reigns                                       | 0:21  | 0               |
| 25° | Erick Rowan     | 18°    | Batista                                            | 4:47  | 0               |
| 26° | Ryback          | 19°    | Batista                                            | 3:49  | 0               |
| 27° | Alberto Del Rio | 20°    | Batista                                            | 2:47  | 0               |
| 28° | Batista         | —      | Vincitore                                          | 12:25 | 4               |
| 29° | Big E Langston  | 21°    | Sheamus                                            | 2:41  | 0               |
| 30° | Rey Mysterio    | 22°    | Seth Rollins                                       | 2:00  | 0               |